# 小行星6560
小行星6560（英語：6560 Pravdo）是一颗围绕太阳公转的小行星。1991年7月9日，埃莉諾·赫琳在帕洛马山发现了此天体。
这颗小行星的绝对星等为349.7622254864845等。